# ケルティベリア人

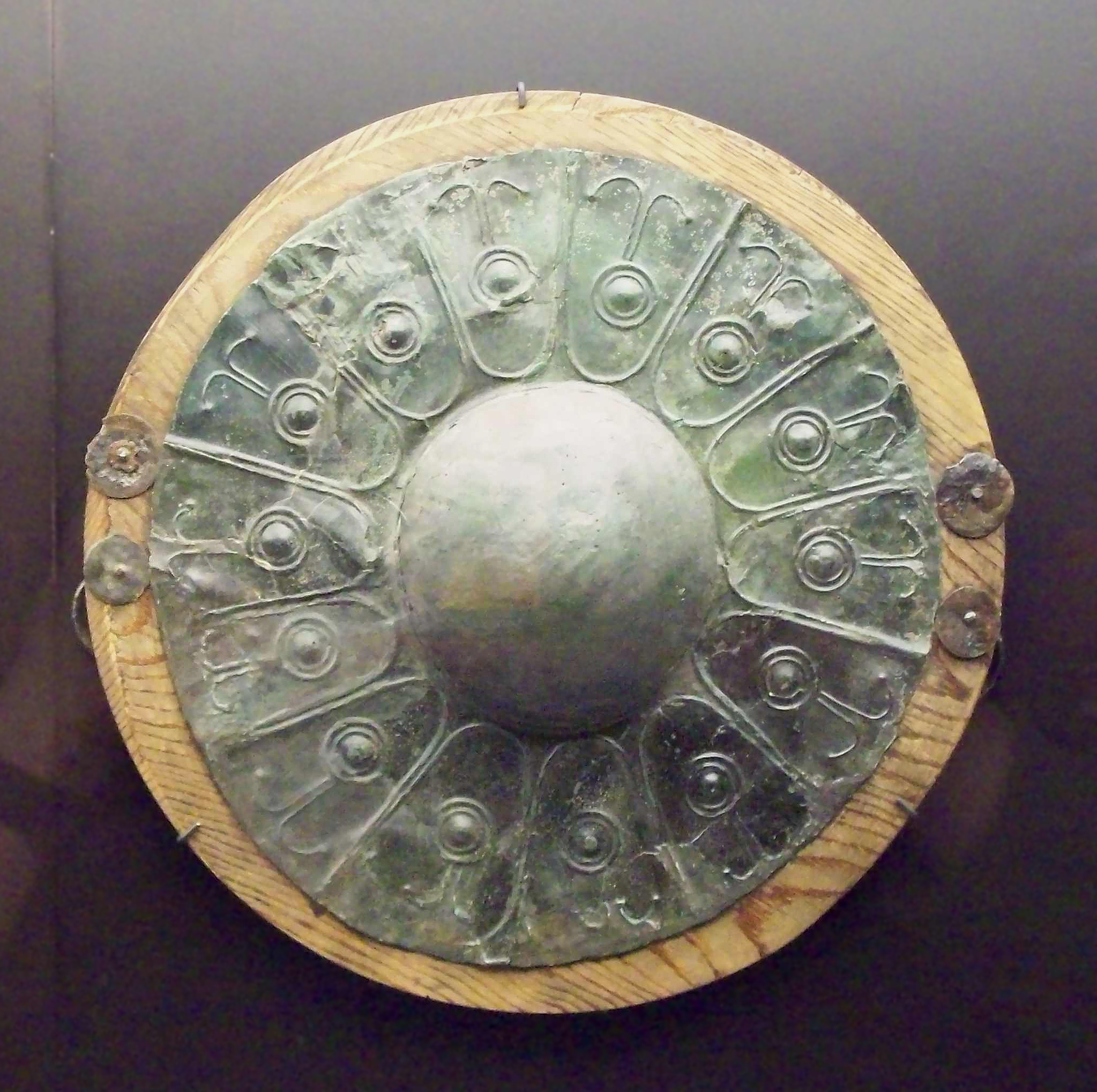
紀元前5世紀から紀元前4世紀にかけつくられたケルティベリアの青銅製盾

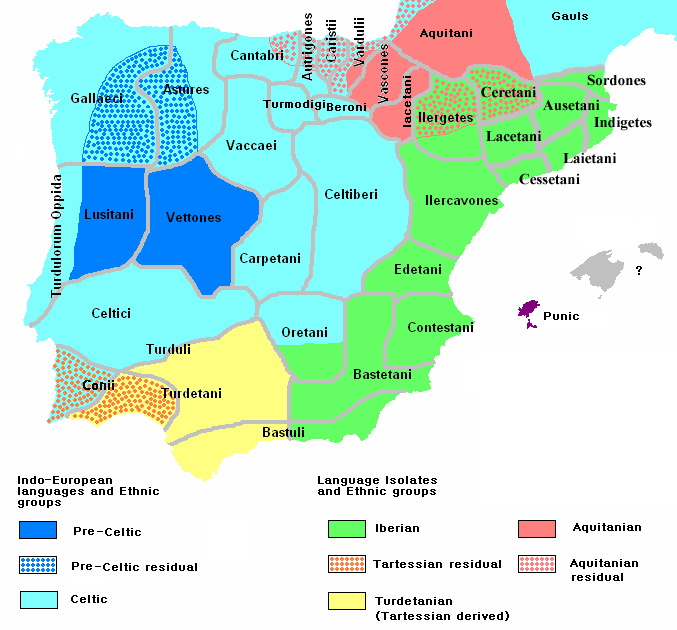
紀元前200年頃のイベリア半島

ケルティベリア人（ケルティベリアじん、スペイン語: Celtíberos）は、古代イベリア半島に居住していたケルト人の一派のこと。またはむしろ他の名前を持つケルト系諸族をさす名称（ウェトネス族、ウァッセオス族、ルシタニ族なども含む）。これらの人々はイベリア山地の西に住んでいた。ローマ人たちは彼らをケルト人とイベリア人の混血であるとみなしていた。

## 概要
最初にケルティベリア人について触れたのは、古代ギリシャ、古代ローマの地理学者、歴史家たちである（ストラボン、ティトゥス・リウィウス、プリニウスなど）。彼らの研究にもかかわらず、ケルティベリア人が科学的地位を得たのは20世紀初頭のことである。
歴史上のケルティベリア人がソリア県、グアダラハーラ県、ラ・リオハ州の大半、ブルゴス県東部、サラゴサ県とテルエル県の西、クエンカ県とアストゥリアス州の北部盆地と広域にわたって住んでいたとみなされているが、実際のケルティベリア人の領域に関する古い文献は非常に不明瞭である。別の解釈がこの枠組みを東西に拡張するからである。
紀元前6世紀から紀元前5世紀頃にかけて、ハルシュタット文化を携えたケルト人がイベリア半島に流入し、先住民と混血・定住するようになった。このインド＝ヨーロッパ語族の文化は、特権階級である戦士たちに保護された、季節ごとに牛の放牧を行う牧畜民からなっていた。これはヨーロッパ大西洋岸に見られる、カストロと呼ばれる、小さな放牧地を備えた丘上の砦を中心とした文化と似通っていた。円形の小屋からなるこれらの入植地は、イベリア半島北部を越えローマ時代まで残存した。
ケルティベリア人は高度に土着化したが、紀元前3世紀以降は異なる民族からなる「国」を構成した。この国は、要塞化されたオッピダ（oppida）を中心とし、ケルトと先住イベリア人との混合文化の土着化を伴い、現地人の幅広い同化を表していた。
サラゴサ県ボトリアで発掘されたKontebakom-Bel、同県セゲダやティエルマサで発掘されたSekaisaはケルティベリア人の砦であり、墓地からは副葬品が発見された。紀元前6世紀から紀元前5世紀の貴族の墓地は、紀元前3世紀以降の傾向として戦士の墓地に場所を譲っており、副葬品から武器が失われていた。武器が失われたのはむしろ、戦士たちの間にこれらを分配しなければならない緊急性が増したことを示すか、歴史家アルマグロ＝ゴルベアが考えているように、ケルティベリア人の都市化を表しているとみなされる。後期に成立したケルティベリアのオッピダはいまだ現在の都市に隠されており、考古学の妨げとなっている。
ケルティベリア人はローマ以前のイベリア半島最大の影響力を持った民族集団であったが、彼らが歴史上最大の衝撃を与えたのは第二次ポエニ戦争時代である。カルタゴと同盟したケルティベリア人はハンニバル指揮下の混成軍に入りアルプス山脈越えを行ったのである。カルタゴの敗退後、ケルティベリア人は紀元前195年にローマに初めて下った。紀元前182年から紀元前179年にかけて執政官僚ティベリウス・グラックスが仲介したものの、多種多様なケルティベリアの半独立集団の対立は収まらなかった。ヌマンティア戦争の際、スキピオ・アエミリアヌスによってヌマンティアが陥落、破壊され、ローマ文化の流入が始まった。これはボトリアで発見された青銅製の4枚のプラーク、ボトリア碑文（en）に記された初期の時代である。これ以後のプラークは明らかにラテン語で記されるようになった。紀元前80年から紀元前72年にかけてのセルトリウス戦争（en）は、ローマ支配下のケルティベリア都市たちが起こした最後の抵抗戦であり、敗北後にケルティベリア文化はローマ文化に埋没していった。
ケルティベリアの存在は、現在も100箇所存在するケルト語由来の地名となって、スペイン国内地図に残っている。